# 陈雨皋
陈雨皋（1901年—1978年），原名陈传霖，又名陈策，男，陕西石泉人，中华人民共和国政治人物，曾任陕西省政协副主席，第二、三届全国人大代表。